# Émery Marc de La Ferté
Émery Marc de La Ferté (né à Rouen en 1607, mort au Mans le 30 avril 1648) est évêque du Mans de 1637 à sa mort.

## Biographie
Émery Marc de La Ferté est le fils de Louis Marc, seigneur de La Ferté et du Mesnil-Durécu, conseiller à la Cour des aides de Rouen et de Jeanne Baudouin. Il est le frère de Scipion Marc de La Ferté (1590-1651), conseiller au Parlement de Normandie, lieutenant général et président au présidial de Rouen, intendant de la généralité d'Alençon puis de Tours et conseiller d'État.
Il fait ses études  à la Sorbonne et devient bachelier à l'âge de seize ans. Doté d'un canonicat à la cathédrale de Rouen, élu par le clergé comme représentant aux  États provinciaux, il est choisi en 1630 pour présenter à la cour le cahier rédigé par les États de Normandie. 
Il se fait remarquer par le roi Louis XIII qui en fait son aumônier et devient un proche du cardinal de Richelieu. Il fait partie en 1635 de l'ambassade à Rome mené par le cardinal de Lyon. Après la mort en 1637 de Charles de Beaumanoir de Lavardin le roi veut mettre un terme à l'omniprésence civile et religieuse de la famille de Beaumanoir dans la province du Maine et le désigne immédiatement comme évêque du Mans au détriment de Philibert Emmanuel de Beaumanoir de Lavardin le neveu du défunt. Il est confirmé par le pape Urbain VIII le 28 février 1639, et consacré en mai suivant par Claude de Rueil évêque d'Angers. Émeric Marc de La Ferté réside assez peu dans son diocèse mais en 1642 il établit un couvent de dominicaines à la tête duquel il place sa sœur Geneviève Marc de La Ferté. Il fait également appel aux Lazaristes pour des missions dans les campagnes et gérer l'hospice de l'Hôtel-Dieu. Finalement cet évêque qui selon un contemporain, fut « plus regretté après sa mort que chéri de son vivant » de santé précaire meurt le 30 avril 1648, d'une fièvre pourprée à la suite d'une visite aux malades ; il est inhumé dans la cathédrale Saint-Julien du Mans.